# Бад-Камберг
Бад-Камберг (нем. Bad Camberg) — город в Германии, в земле Гессен. Подчинён административному округу Гиссен. Входит в состав района Лимбург-Вайльбург.  Население составляет 14 078 человек (на 31 декабря 2010 года). Занимает площадь 54,64 км². Официальный код — 06 5 33 003.